# Olur

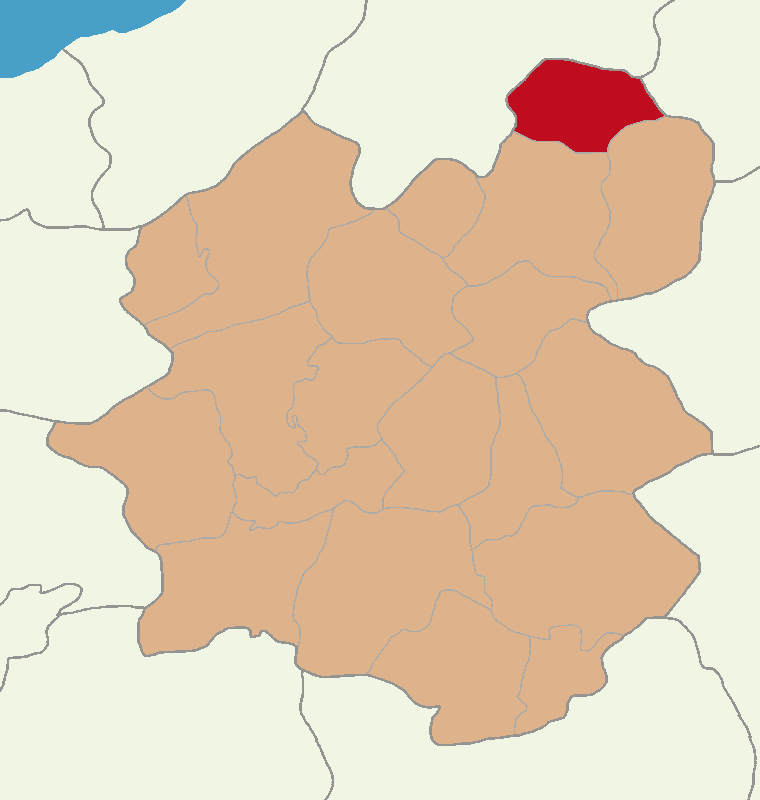
Lage von Olur innerhalb von Erzurum

Olur (armenisch Olor „Biege“) ist eine Stadt im gleichnamigen Landkreis der türkischen Provinz Erzurum und gleichzeitig ein Stadtbezirk der 1993 geschaffenen Büyükşehir belediyesi Erzurum (Großstadtgemeinde/Metropolprovinz) in Ostanatolien.

## Geographie
Olur liegt etwa 125 km nordöstlich der Provinzhauptstadt Erzurum. Der Landkreis grenzt im Südwesten an den Landkreis Oltu und im Südosten an Şenkaya. Des Weiteren gibt es auch Grenzen zu zwei anderen Provinzen. Diese sind im Osten an die Provinz Ardahan und im Norden sowie im Westen an die Provinz Artvin.
Südlich des Verwaltungszentrums verläuft im Gebiet des Landkreises die Fernstraße D 060 aus dem Westen kommend und im weiteren Verlauf in den Süden verlaufend.

## Geschichte
Olur war bis 1958 ein eigener Bucak im Landkreis Oltu und wurde danach als unabhängiger Kreis abgespalten. Laut Stadtlogo wurde Olur ebenfalls 1958 zur Gemeinde erhoben.
Olur war Schauplatz im Russisch-Türkischen Krieg und war von 1878 bis 1918 unter russischer Besatzung. Nach der Russischen Revolution von 1917 fiel Olur für eine kurze Zeit unter armenischen Einfluss. In dieser Zeit kam es zu Konflikten zwischen armenischen Besatzungssoldaten und einheimischen Türken. Nach der Entsendung der regulären Armee fiel Olur am 28. März zurück an das Osmanische Reich.

## Bevölkerung
Ende 2020 lag Olur mit 6509 Einwohnern auf dem 19. und somit vorletzten Platz der bevölkerungsreichsten Landkreise in der Provinz Erzurum. Die Bevölkerungsdichte liegt mit 7 Einwohnern je Quadratkilometer unter dem Provinzdurchschnitt (30 Einwohner je km²) und ist die drittniedrigste in der Provinz.
Von der ethnischen Zusammensetzung her besteht die Bevölkerung (der Reihenfolge nach) aus Kiptschak-Türken, Turkmenen und in geringer Anzahl aus Lomen.